# جيسي فريتاس جونيور
،جيسي فريتاس جونيور (بالإنجليزية: Jesse Freitas III)‏ هو لاعب كرة قدم أمريكية أمريكي، ولد في 10 سبتمبر عام 1951، في سان ماتيو في الولايات المتحدة، وتوفي في 8 فبراير عام 2015، في بيتالوما في الولايات المتحدة.

## وصلات خارجية
- جيسي فريتاس جونيور على موقع مرجع كرة القدم المحترفة.كوم (الإنجليزية)